# Seznam zaniklých kostelů litoměřické diecéze
Seznam zaniklých kostelů litoměřické diecéze zachycuje zbořené či velmi silně poškozené římskokatolické kostely (farní, filiální nebo i jiné) nacházející se v litoměřické diecézi. Kostely zanikaly někdy přirozeně v rámci urbanistických řešeních, avšak byla období, kdy vládnoucí režim byl systematicky zaměřen na jejich likvidaci. Výrazným obdobím zániku těchto sakrálních staveb bylo pak období komunistického režimu mezi lety 1948–1989.
| Název | Fotografie | Místo                   | Farnost              | Typ              | Zánik             | Souřadnice                       |
| --- | ---------- | ----------------------- | -------------------- | ---------------- | ----------------- | -------------------------------- |
| Všech svatých |            | Albrechtice             | Holešice             | filiální kostel  | 1983 (červen)     | 50°33′11″ s. š., 13°31′14″ v. d. |
| Sv. Martina |            | Brtníky                 | Brtníky              | farní kostel     | 1975              | 50°56′54″ s. š., 14°26′28″ v. d. |
| Sv. Linharta |            | Březenec                | Jirkov               | filiální kostel  | 1982              | 50°29′41″ s. š., 13°24′55″ v. d. |
| Povýšení Sv. Kříže |            | Býčkovice               | Býčkovice            | farní kostel     | 1965              | 50°33′35″ s. š., 14°12′52″ v. d. |
| Narození Panny Marie |            | Bystřice                | Kadaň                | filiální kostel  | 1968              | 50°23′35″ s. š., 13°16′55″ v. d. |
| Sv. Václava |            | Čachovice               | Kadaň                | farní kostel     | 1970              | 50°22′25″ s. š., 13°22′59″ v. d. |
| Sv. Petra a Pavla |            | Česká Lípa              | Česká Lípa – in urbe | filiální kostel  | 12. května 1820   | 50°41′9″ s. š., 14°32′13″ v. d.  |
| Sv. Kateřiny |            | Dolany                  | Kadaň                | filiální kostel  | 1967              | 50°20′37″ s. š., 13°21′22″ v. d. |
| Sv. Františka Serafinského                                                                                                |            | Dolina                  | Vejprty              | filiální kostel  | 1974              | 50°26′47″ s. š., 13°7′58″ v. d.  |
| Sv. Václava |            | Fukov                   | Fukov                | farní kostel     | 1960              | 51°2′34″ s. š., 14°30′5″ v. d.   |
| Sv. Mikuláše |            | Holešice                | Most – in urbe       | farní kostel     | 1981              | 50°30′4″ s. š., 13°32′52″ v. d.  |
| Sv. Šebestiána |            | Hora Svatého Šebestiána | Chomutov             | farní kostel     | 1967              | 50°30′39″ s. š., 13°15′5″ v. d.  |
| Sv. Bartoloměje |            | Hrušovany               | Chomutov             | farní kostel     | 1966              | 50°23′14″ s. š., 13°29′53″ v. d. |
| Sv. Wolfganga |            | Chomutov                | Chomutov             |                  | 1859–1874         | 50°27′38″ s. š., 13°25′24″ v. d. |
| Sv. Bartoloměje |            | Jenišův Újezd           | Jenišův Újezd        | farní kostel     |                   | 50°33′55″ s. š., 13°43′16″ v. d. |
| Sv. Anny |            | Jirkov                  | Jirkov               | filiální kostel  | 1966              | 50°29′50″ s. š., 13°26′54″ v. d. |
| Sv. Jakuba Většího |            | Kralupy u Chomutova     | Kadaň                | farní kostel     | 1976              | 50°25′17″ s. š., 13°19′3″ v. d.  |
| Všech svatých |            | Krbice                  | Chomutov             | farní kostel     | 1985              | 50°25′40″ s. š., 13°21′3″ v. d.  |
| Jména Panny Marie |            | Kundratice              | Jirkov               | filiální kostel  | asi 1974          | 50°31′40″ s. š., 13°29′35″ v. d. |
| Sv. Bartoloměje |            | Kojetín                 | Mašťov               | filiální kostel  | 1969              | 50°18′35″ s. š., 13°13′41″ v. d. |
| Sv. Michaela archanděla                                                                                                   |            | Libkovice               | Mariánské Radčice    | filiální kostel  | 2002              | 50°34′46″ s. š., 13°41′ v. d.    |
| Sv. Máří Magdalény |            | Lomazice                | Kadaň                | farní kostel     | asi 1967          | 50°21′2″ s. š., 13°21′50″ v. d.  |
| Obrácení svatého Pavla |            | Loučná pod Klínovcem    | Vejprty              |                  | 1981              | 50°25′7″ s. š., 12°58′55″ v. d.  |
| Kostel svaté Kateřiny Alexandrijské                                                                                       |            | Merboltice              | Merboltice           | farní kostel     | 1975              | 50°41′20″ s. š., 14°20′30″ v. d. |
| Sv. Josefa |            | Nakléřov                | Nakléřov             | farní kostel     | 28. dubna 1975    | 50°44′35″ s. š., 13°58′44″ v. d. |
| Nejsvětější Trojice |            | Nová Oleška             | Huntířov             | filiální kostel  | 1976              | 50°48′31″ s. š., 14°19′2″ v. d.  |
| Nanebevzetí Panny Marie                                                                                                   |            | Nová Ves                | Chomutov             | filiální kostel  | 1967              | 50°29′57″ s. š., 13°15′49″ v. d. |
| Sv. Petra a Pavla |            | Nové Sedlo nad Bílinou  | Jirkov               | farní kostel     | 1972              | 50°30′28″ s. š., 13°30′32″ v. d. |
| Sv. Josefa |            | Petlery                 | Klášterec nad Ohří   | filiální kostel  | 1960              | 50°24′48″ s. š., 13°9′38″ v. d.  |
| Sv. Petra a Pavla |            | Prunéřov                | Kadaň                | farní kostel     | 1962–1966         | 50°24′52″ s. š., 13°16′20″ v. d. |
| Panny Marie |            | Přísečnice              | Vejprty              | farní kostel     | 1974              | 50°27′47″ s. š., 13°7′55″ v. d.  |
| Sv. Mikuláše |            | Přísečnice              | Vejprty              | filiální kostel  | 1963              | 50°27′34″ s. š., 13°8′13″ v. d.  |
| Sv. Vavřince a Štěpána |            | Račice                  | Kadaň                | filiální kostel  | 1982              | 50°24′56″ s. š., 13°20′48″ v. d. |
| Kostel Všech svatých |            | Radovesice              | Radovesice           | farní kostel     | 1983              | 50°32′30″ s. š., 13°49′59″ v. d. |
| Sv. Anny |            | Rašovice                | Klášterec nad Ohří   |                  | 1968              | 50°22′26″ s. š., 13°12′22″ v. d. |
| Sv. Martina |            | Rusová                  | Vejprty              | farní kostel     | 1971              | 50°27′15″ s. š., 13°9′25″ v. d.  |
| Nejsvětější Trojice |            | Stružnice               | Stružnice            | farní kostel     | 1972              | 50°41′36″ s. š., 14°27′25″ v. d. |
| Nanebevzetí Panny Marie                                                                                                   |            | Svébořice               | Volfartice           | filiální kostel  | 1948              | 50°39′40″ s. š., 14°49′55″ v. d. |
| Sv. Prokopa |            | Touchořiny              | Touchořiny           | farní kostel     | 1978              | 50°37′37″ s. š., 14°14′12″ v. d. |
| Sv. Michaela archanděla                                                                                                   |            | Tušimice                | Kadaň                | farní kostel     | 1972              | 50°23′16″ s. š., 13°21′21″ v. d. |
| Sv. Jakuba apoštola |            | Václavice               | Václavice            | farní kostel     | okolo 1980        | 50°51′24″ s. š., 14°54′51″ v. d. |
| Sv. Barbory |            | Valkeřice               | Valkeřice            | farní kostel     | 11. července 1975 | 50°41′52″ s. š., 14°19′3″ v. d.  |
| Nejsvětější Trojice |            | Verneřice               | Verneřice            | filiální kostel  | 16. ledna 1975    | 50°40′7″ s. š., 14°17′17″ v. d.  |
| Sv. Andělů strážných |            | Vysočany                | Chomutov             | hřbitovní kostel | 1965              | 50°23′26″ s. š., 13°31′36″ v. d. |
| Další zaniklé sakrální stavby lze dohledat zde v databázi Poškozené a zničené kostely, kaple a synagogy v České republice |            |                         |                      |                  |                   |                                  |